# عوني (اسم)
عوني هو اسم علم مذكر من أصل عربي، ومعناه هو نسبة إلى «عون» المصدر، أي طالب العون والمساعدة.

## شخصيات تحمل الاسم
- عوني الخالدي (1912 – 1985)
- عوني الكعكي
- عوني المصري
- عوني بكر صدقي (1901 – 1968)
- عوني بلال (1945 – 28 يناير 1994)
- عوني حسن العجمي (1912 – 15 ديسمبر 1996)
- عوني عبد الرؤوف (1929 – )
- عوني عبد الهادي (سياسي فلسطيني، 1889 – 15 مارس 1970)
- عوني كرومي (22 يوليو 1945 – 27 مايو 2006)
- عوني كنعان (لاعب كرة سلة عراقي)

## وصلات خارجية
- موسوعة السلطان قابوس لأسماء العرب نسخة محفوظة 5 أبريل 2019 على موقع واي باك مشين.